# حمدان البيشي
حمدان عوض البيشي (ولد في 5 مايو 1981) هو عداء من المملكة العربية السعودية يعتبر حمدان البيشي أول لاعب عربي سعودي يحقق الميدالية الذهبية في سباقات الجري في بطولة العالم للشباب عام 2000 التي أقيمت في تشيلي.

## الإنجازات
| عام  | بطولة               | مكان    | ترتيب  | ملاحظة                                |
| ---- | ------------------- | ------- | ------ | ------------------------------------- |
| 2000 | بطولة العالم لشباب  | تشيلي   | 1      | 400 m, 44.66 s CR & PB                |
| 2000 | بطولة الآسيوية      | جكرتا   | الثاني | 400 متر                               |
| 2001 | البطولة العالمية    | كندا    | السادس | 400 مثال                              |
| 2002 | الألعاب الآسيوية    | بيسان   | الأول  | اخذ فضية 400 متر وذهبية 400 متر تتابع |
| 2002 | البطولة الآسيوية    | سرلانكا | الثاني | 400 متر                               |
| 2003 | البطولة الآسيوية    | فلبين   | الثاني | 400 متر                               |
| 2004 | العاب القوى العربية | الجزائر | الأول  | اخذ ذهبية 200 متر و400 متر            |

## وصلات خارجية
- حمدان البيشي على موقع الاتحاد الدولي لألعاب القوى (الإنجليزية)
- حمدان البيشي على موقع أوليمبيديا (الإنجليزية)